# Gerhard Reuter (Agrarwissenschaftler)
Gerhard Reuter (* 9. Juni 1921 in Deuben bei Freital; † 2. Juni 2014 in Rostock) war ein deutscher Agrarwissenschaftler und Hochschullehrer.

## Leben und Werk
Gerhard Reuter, Sohn eines Bäckermeisters, studierte, promovierte 1951 an der Martin-Luther-Universität Halle-Wittenberg zum Dr. agr. und habilitierte sich. Er wurde Dozent für Bodenkunde an der Universität Rostock. 1965 wurde er zum Professor mit Lehrauftrag für Bodenkunde berufen. Ab 1969 war er ordentlicher Professor. 1986 erfolgte seine Emeritierung.
Er war seit 1958 Mitglied der Internationalen Bodenkundlichen Gesellschaft und wurde im Jahr 1969 in die Deutsche Akademie der Naturforscher Leopoldina gewählt (Sektion Agrar- und Ernährungswissenschaften).

## Schriften (Auswahl)
- Untersuchungen an Podsolböden. Halle 1951.
- Kompostierung wirtschaftseigener Abfälle. Berlin 1954.
- Tendenzen der Bodenentwicklung im Küstenbezirk Mecklenburgs. Rostock 1958.
- Gelände- und Laborpraktikum der Bodenkunde. Berlin 1962.
- Verzeichnis der bodenkundlichen Veröffentlichungen sowie der betreuten Diplomarbeiten und Dissertationen. 3. Aufl., Rostock 2021.